# Жискарда (виконтесса Беарна)
Жискарда (Гискарда) (фр. Guiscarde; ум. апрель 1154) — виконтесса Беарна с 1134 года, дочь виконта Гастона IV Крестоносца и Талезы Арагонской.

## Биография
Год рождения Жискарды неизвестен. Она была выдана замуж за виконта Габардана Пьера II, который умер до 1134 года. Впервые имя Жискарды упоминается рядом с именем мужа в акте о возвращении земель монастырю в Морла, датированным 8 августа 1115 года.
В 1134 году в битве при Фраге погиб Сантюль VI, брат Жискарды. Женат он не был, детей не оставил. Поэтому Беарн унаследовала Жискарда, правившая от имени своего малолетнего сына Пьера II (III). Как минимум до 1136 года в управлении Беарном ей помогала мать, Талеза Арагонская.
От управления Беарном Жискарда отошла в 1147 году, передав всю полноту власти ставшему совершеннолетним Пьеру II. Но в 1153 году Пьер II умер, оставив малолетнего сына Гастона V. Регентшей при нём стала Жискарда, но в апреле 1154 года она умерла.

## Брак и дети
Муж: Пьер II (ум. 1118/1134), виконт Габардана с 1097. Дети:
- Пьер II (III) (ум. 1153), виконт Габардана (Пьер III) ранее 1134, виконт Беарна с 1134